# Lantanopsis tomentosa
Lantanopsis tomentosa là một loài thực vật có hoa trong họ Cúc. Loài này được Borhidi & Moncada mô tả khoa học đầu tiên năm 1979.